# Asclipe de Limoges
Pour les articles homonymes, voir Limoges (homonymie).
Asclipe (IXe siècle) fut évêque de Limoges, où il fonda un monastère de bénédictines. 
C'est un saint chrétien fêté le 2 janvier en Orient et le 23 décembre en Occident.